# 倫敦書展
倫敦書展（英語：London Book Fair），是每年4月於英國倫敦舉行的大型國際圖書版權交易會。

## 特点
其為期三日規模僅次於德國法蘭克福書展，至今發展成為逾100個國家和逾1,500家參展商參與的活動。倫敦書展創辦於1971年，於1985年由勵德展覽公司承辦，多年來多數在伯爵宮展覽中心舉行，亦曾經在倫敦展覽中心舉行。2020年3月4日，本年度书展因COVID-19疫情而取消。